# THE BIG GIG
『THE BIG GIG』（ザ・ビッグギグ）は、1983年にリリースされた甲斐バンドの4枚目のライブ盤。またバンドとして、市販初のライブ・ビデオでもある。

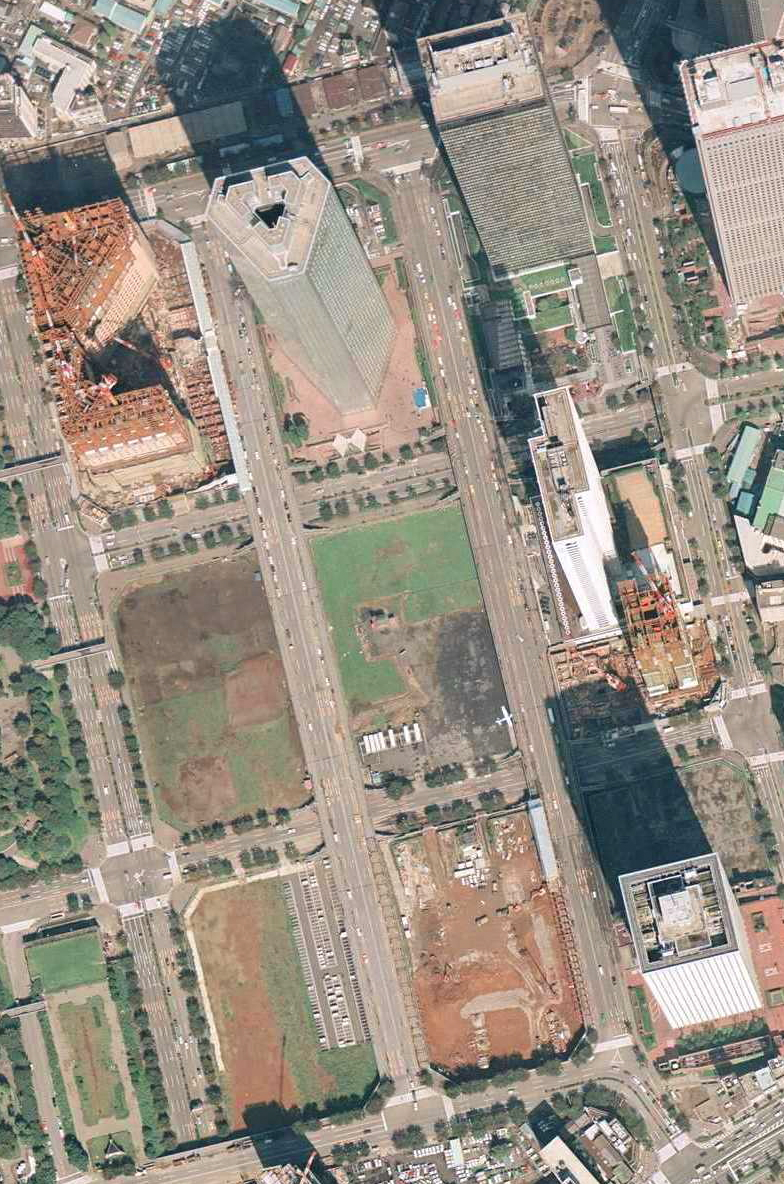
舞台となった都有5号地（写真中央）。1979年当時。

1983年8月7日、当時の新宿副都心の高層ビル群に囲まれ、通称“ZONE”と呼ばれた都有5号地（現在都庁が建っている場所）において開催された、野外イベント『THE BIG GIG』の模様を収録したものである。歩道からの無料観覧を含めると約3万人もの観衆が集まった、大規模なライブ・イベントであった。
この日の模様は、本稿で説明するアルバム・ビデオのほか、TV放送・FM放送など様々なメディアで再現された。なお全てにおいて、収録曲が異なっていた。

## ライヴ盤『THE BIG GIG』
冒頭に説明したイベントのライヴ盤。本作は、何度かCD化され再発されているが、2007年の甲斐バンド紙ジャケット・リマスター・シリーズには入っておらず、現在廃盤 。
ただし、2005年にユーキャンから発売されたライヴBOX「熱狂/ステージ」にて、ジャケットと曲目が変更されリリースされている。
また、2013年3月27日に高音質のSHM-CD盤として、オリジナルの曲順のまま再発売された。

### 収録曲
- 全作詞・作曲：甲斐よしひろ（特記以外）

#### オリジナル
Disc-1
Side-A
1. ブライトン・ロック
2. ダイナマイトが150屯
作詞：関沢新一、作曲：船村徹
3. 危険な道連れ
4. ムーンライト・プリズナー
5. SLEEPY CITY

Side-B
1. GOLD
2. ボーイッシュ・ガール
3. 荒野をくだって
4. 氷のくちびる

Disc-2
Side-A
1. ナイト・ウェイブ
2. 東京の一夜
3. シーズン
4. MIDNIGHT

Side-B
1. ポップコーンをほおばって
2. 漂泊者（アウトロー）
3. 観覧車'82
4. 破れたハートを売り物に

## 映像『THE BIG GIG』
前述のライヴ盤の映像商品。アルバムとは曲目が変更（こちらの方が実際のコンサートの流れに近い）されており、ジャケット写真がアルバムとは異なる。現在はDVDおよびBlu-rayとして発売。
TV番組版では、この作品未収録の「テレフォン・ノイローゼ」「MIDNIGHT」「破れたハートを売り物に」も放送（但しダイジェスト編集版）された。

### 収録曲
- 全作詞・作曲：甲斐よしひろ（特記以外）

1. ブライトン・ロック
2. 危険な道連れ
3. ムーンライト・プリズナー
4. シーズン
5. GOLD
6. ボーイッシュ・ガール
7. 荒野をくだって
8. 安奈
9. ナイト・ウェイブ
10. 東京の一夜
11. SLEEPY CITY
12. 氷のくちびる
13. ポップコーンをほおばって
14. 翼あるもの
15. 漂泊者（アウトロー）
16. きんぽうげ
作詞：長岡和弘、作曲：松藤英男・甲斐よしひろ
17. 100万$ナイト
18. 観覧車'82

## 当日のセットリスト
1. ブライトン・ロック
2. ダイナマイトが150屯
3. 危険な道連れ
4. テレフォン・ノイローゼ
5. ムーンライト・プリズナー
6. シーズン
7. GOLD
8. ボーイッシュ・ガール
9. 荒野をくだって
10. MIDNIGHT
11. 安奈
12. ナイト・ウェイブ
13. 東京の一夜
14. SLEEPY CITY
15. 胸いっぱいの愛
16. 氷のくちびる
17. ポップコーンをほおばって
18. 翼あるもの
19. 漂泊者（アウトロー）
20. きんぽうげ
21. 観覧車'82
22. 100万$ナイト
23. 破れたハートを売り物に

## 参加ミュージシャン
KAI BAND
- Guitar and Chorus：大森信和
- Vocals and Guitar：甲斐よしひろ
- Drums and Chorus：松藤英男
  - Bass, Synth Bass, Synth Drum and Chorus：中村裕二
  - CP-70, Synthesizer and Chorus：竹田元
  - Percussion, Synth Drum and Chorus：マック清水
  - Saxophone, Synthesizer, Percussion and Chorus：徳広ユタカ
  - Guitar, WLM-Organ and Chorus：佐藤英二